# سيد بونة (ديكلة)
سید بونة (بالفارسية: سیدبنه) هي منطقة سكنية تقع في إيران في قسم ديكلة الریفي.